# Richard Breitman
Richard Breitman, född 27 mars 1947 i Connecticut, är en amerikansk historiker och författare, specialiserad på Förintelsen.